# Inti Raymi
Inti Raymi, Indi Raymi o Punchao Raymi (en ortografía quechua contemporánea: Inti Raymi, P'unchaw Raymi ’fiesta del sol‘) es una celebración andina, especialmente de los pueblos quechuas, de origen incaico y preincaico, que se realiza alrededor del solsticio de invierno austral en el mes de junio en diversos lugares de los países andinos (Perú, Ecuador, Bolivia, Argentina, Chile, entre otros). Como fiesta prehispánica, es considerada una de las más importantes y mejor documentadas celebraciones de los Andes prehispánicos y del calendario incaico, en el que habría estado vinculada al culto solar (en la época incaica, de Inti). Modernamente, se realizan varias fiestas comunales, ferias, recreaciones teatralizadas y ceremonias conmemorativas, a menudo como atractivo turístico, como la representación que se realiza en Sacsayhuamán, en el Cuzco, cada 24 de junio.
Durante la época de los incas, el Wawa Inti Raymi habría sido instituido por el inca Pachacútec en la década de 1430, como parte de su reorganización político-administrativa.[cita requerida] El raymi del solsticio de invierno austral (21 de junio) era uno de los dos mayores festivales celebrados en honor al sol en el Cusco, Perú. El otro festival habría sido el Cápac Inti Raymi (fiesta del gran sol) celebrado por los incas en el solsticio de verano austral (21 de diciembre). Según relata el escritor Inca Garcilaso de la Vega (1539-1616), el Wawa Inti Raymi significaba que el dios Sol renacía para dar inicio a un nuevo ciclo anual, el «tiempo circular inca» (debido a que no concebían el tiempo como lineal sino como un círculo cronológico)[cita requerida] así como el origen mítico del Inca, quien fue enviado por el Sol (como dios ordenador de las acciones de las poblaciones del antiguo mundo). Su celebración duraba 15 días, en los cuales había danzas, ceremonias y sacrificios. El último Wawa Inti Raymi con la presencia del Inca fue realizado a partir del 21 de junio de 1535.
En 1572, el virrey Francisco Álvarez de Toledo (1515-1584) prohibió esta fiesta (junto con las demás celebraciones) por considerarla una ceremonia pagana y contraria a la fe católica. Se siguió realizando de manera clandestina, como protesta a la "extirpación de idolatrías".
En 1944, por iniciativa del intelectual Humberto Vicial Unda, el intelectual y artista cuzqueño Faustino Espinoza Navarro compuso una reconstrucción histórica del Wawa Inti Raymi para atraer el flujo turístico al Cusco y como parte de la semana de esta ciudad, la cual incluye el Corpus Christi. Se optó por cambiar la fecha original (solsticio del 21 de junio) por el 24 del mismo mes, ya que en el gobierno del presidente A. Leguía se había decretado esta fecha como el «Día del Indio». Además, el 24 de junio es la festividad de San Juan, lo cual representaba un día no laborable y por tanto facilitaba la presencia del público. La reconstrucción se basa en la crónica de Garcilaso de la Vega y solo se refiere a la ceremonia político-religiosa. Desde esa fecha en adelante (1944), la ceremonia vuelve a ser un evento público y de gran atractivo turístico.
Aunque hoy conocemos a esta celebración con su nombre quechua de Inti Raymi, en realidad se trata de una festividad común a muchos pueblos prehispánicos de los Andes, y que seguramente precede con mucho a la formación del Imperio incaico.
El Inti Raymi aún se celebra como rito sincrético en muchas comunidades andinas. En el callejón ínter-andino septentrional del Ecuador el conjunto de festividades relacionadas abarca todo el mes de junio y parte de julio, teniendo cada ciudad sus propios ritos y costumbres, y llegando a paralizarse la vida cotidiana como efecto de las celebraciones, que toman las avenidas noche y día.

## Historia
En la época de los incas, esta ceremonia se realizaba en la plaza Huacaypata (hoy plaza Mayor del Cusco), con la asistencia de la totalidad de la población de la urbe, aproximadamente unas cien mil personas. Los curacas (que visitaban al Cusco por el Inti Raymi), porque no eran de la sangre real, se ponían en otra plaza apegada la principal que llaman Cusipata, (mientras los orejones, nobles incas de sangre real, estaban en la plaza Huacaypata, y solo eran invitados por breves espacios de tiempo a algunos curacas para beber la chicha). En el solsticio de invierno sucede el día más corto y la noche más larga del año.

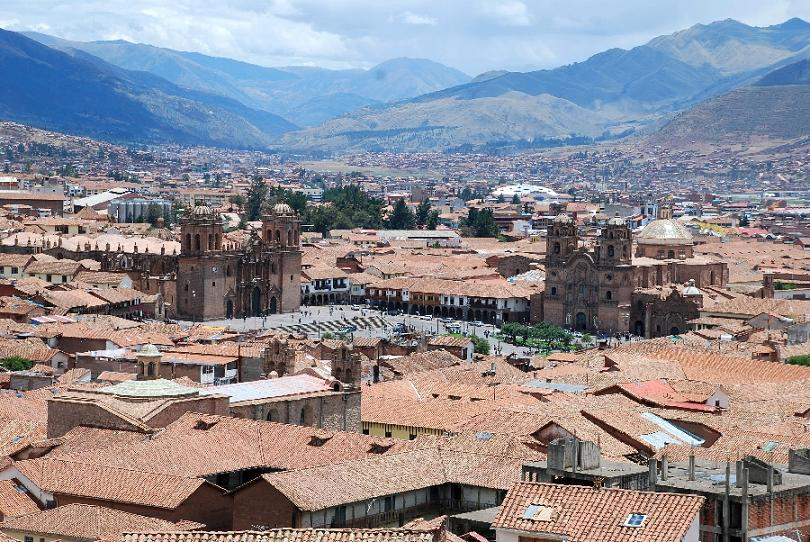
Plaza de Armas del Cusco

Durante la época incaica, ese hecho revestía fundamental importancia, pues era el punto de partida del nuevo año, que se asociaba con los orígenes de la propia etnia inca. El Inca Garcilaso de la Vega nos dice que era ésta la principal fiesta y a ella concurrían «los curacas, señores de vasallos, de todo el imperio [...] con sus mayores galas e invenciones que podían haber». Por lo tanto, era también una festividad con alto contenido político porque legitimaba la sujeción de los pueblos sometidos al estado inca. Así, los representantes de los pueblos conquistados reiteraban su lealtad al emperador. La preparación de la festividad era estricta, pues en los previos «tres días no se comía sino un poco de maíz blanco, crudo, y unas pocas de yerbas que llaman chúcam y agua pura. En todo este tiempo no encendían fuego en toda la ciudad y se abstenían de dormir con sus mujeres». Para la ceremonia misma, las vírgenes del Sol preparaban unos panecillos de maíz.
Ese día, el soberano y sus parientes esperaban descalzos la salida del sol en la plaza. Puestos en cuclillas («que entre estos indios es tanto como ponerse de rodillas», aclara el cronista), con los brazos abiertos y dando besos al aire, recibían al astro rey. Entonces el inca, con dos vasos de madera (los keros de madera son posteriores a la conquista, en el brindis se usaba las aquillas todo de oro y plata). ..tomaba dos grandes vasos de oro que llaman aquilla, llenos del brebaje que ellos beben. (Garcilaso) (el kero era de madera, no de oro, ellos asimilaron este vaso ceremonial de la cultura Tiahuanaco), brindaba la chicha de Jora:  del vaso que mantenía en la mano izquierda bebían sus parientes; el de la derecha era derramado y vertido en un tinajón de oro. Después, todos iban al Coricancha y adoraban al sol. Los curacas entregaban las ofrendas que habían traído de sus tierras y luego el cortejo volvía a la plaza, donde se realizaba el masivo sacrificio del ganado ante el fuego nuevo que se encendía utilizando como espejo el brazalete de oro del sacerdote principal. La carne de los animales era repartida entre todos los presentes, así como una gran cantidad de chicha, con la que los festejos continuaban durante los siguientes días hasta terminar la festividad

## Celebraciones contemporáneas

### Inti Raymi en Cusco
En el Cusco de hoy, la antigua capital del Tahuantinsuyo y ciudad internacional, el Inti Raymi, tiene un carácter ceremonial y también una motivación costumbrista, un espectáculo dirigido tanto a los turistas como a los propios cusqueños, para quienes es un punto de referencia entre el pasado glorioso, un progresista presente y un futuro auspicioso. Por esto último concita tanto entusiasmo y participación masiva. La representación, en la que intervienen miles de personas, empieza frente al Coricancha, donde un Inca ficticio realiza una invocación al Sol. Los espectadores, entre tanto, esperan en la explanada de Sacsayhuamán, hacia la que el cortejo se desplaza de inmediato. Este ingresa al escenario llevando al inca en su litera por grupos que representan a los pobladores de los cuatro suyos. Después se procede al sacrificio de una alpaca.

Inti Raymi en la explanada de Sacsayhuamán

La nueva versión del Inti Raymi nace por iniciativa de Humberto Vidal Unda. El guion de la representación lo escribió en quechua Faustino Espinoza Navarro, quien durante muchos años también representó el papel de inca. Los participantes toman muy en serio su papel y el espectáculo es un derroche de colorido, música y danzas.
Con más de setenta años de existencia, el nuevo Inti Raymi es ahora parte inseparable de la vida del Cusco. No solo es el acto central del mes de junio en la ciudad, sino que su fama ha trascendido las fronteras peruanas y también, dentro de ellas, ha sido el ejemplo para otros festivales de la identidad nacional, como el Cóndor Raymi.
En la época de los incas, esta ceremonia se realizaba en la plaza Huacaypata (hoy plaza Mayor del Cusco), con la asistencia de la totalidad de la población de la urbe, tal vez unas cien mil personas.

En el solsticio de invierno sucede el día más corto y la noche más larga del año. Durante la época incaica, ese hecho revestía fundamental importancia, pues era el punto de partida del nuevo año, que se asociaba con los orígenes de la propia etnia 

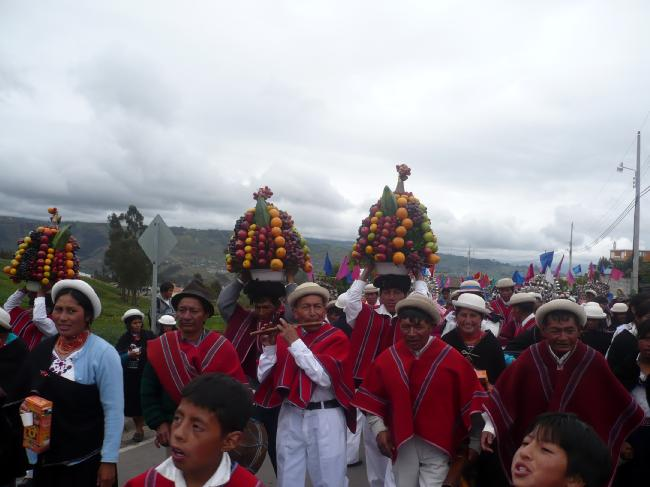
Celebración del Inti Raymi en Chibuleo - Ecuador. La foto corresponde a las celebraciones en 2008.

inca. Garcilaso de la Vega nos dice que era ésta la principal fiesta y a ella concurrían «los curacas, señores de vasallos, de todo el imperio [...] con sus mayores galas e invenciones que podían haber». Por lo tanto, era también una festividad con alto contenido político porque legitimaba la sujeción de los pueblos sometidos al estado inca. Así, los representantes de los pueblos conquistados reiteraban su lealtad al emperador. La preparación de la festividad era estricta, pues en los previos «tres días no se comía sino un poco de maíz blanco, crudo, y unas pocas de yerbas que llaman chúcam y agua pura. En todo este tiempo no encendían fuego en toda la ciudad y se abstenían de dormir con sus mujeres». Para la ceremonia misma, las vírgenes del Sol preparaban unos panecillos de maíz.
Ese día, el soberano y sus parientes esperaban descalzos la salida del sol en la plaza. Puestos en cuclillas («que entre estos indios es tanto como ponerse de rodillas», aclara el cronista), con los brazos abiertos y dando besos al aire, recibían al astro rey. Entonces el inca, con dos vasos de madera (el kero era de madera, no de oro, ellos asimilaron este vaso ceremonial de la cultura tiahuanaca), brindaba la chicha de jora: del vaso que mantenía en la mano izquierda bebían sus parientes; el de la derecha era derramado y vertido en un tinajón de oro.
Después todos iban al Coricancha y adoraban al sol. Los curacas entregaban las ofrendas que habían traído de sus tierras y luego el cortejo volvía a la plaza, donde se realizaba el masivo sacrificio del ganado ante el fuego nuevo que se encendía utilizando como espejo el brazalete de oro del sacerdote principal. La carne de los animales era repartida entre todos los presentes, así como una gran cantidad de chicha, con la que los festejos continuaban durante los siguientes días.

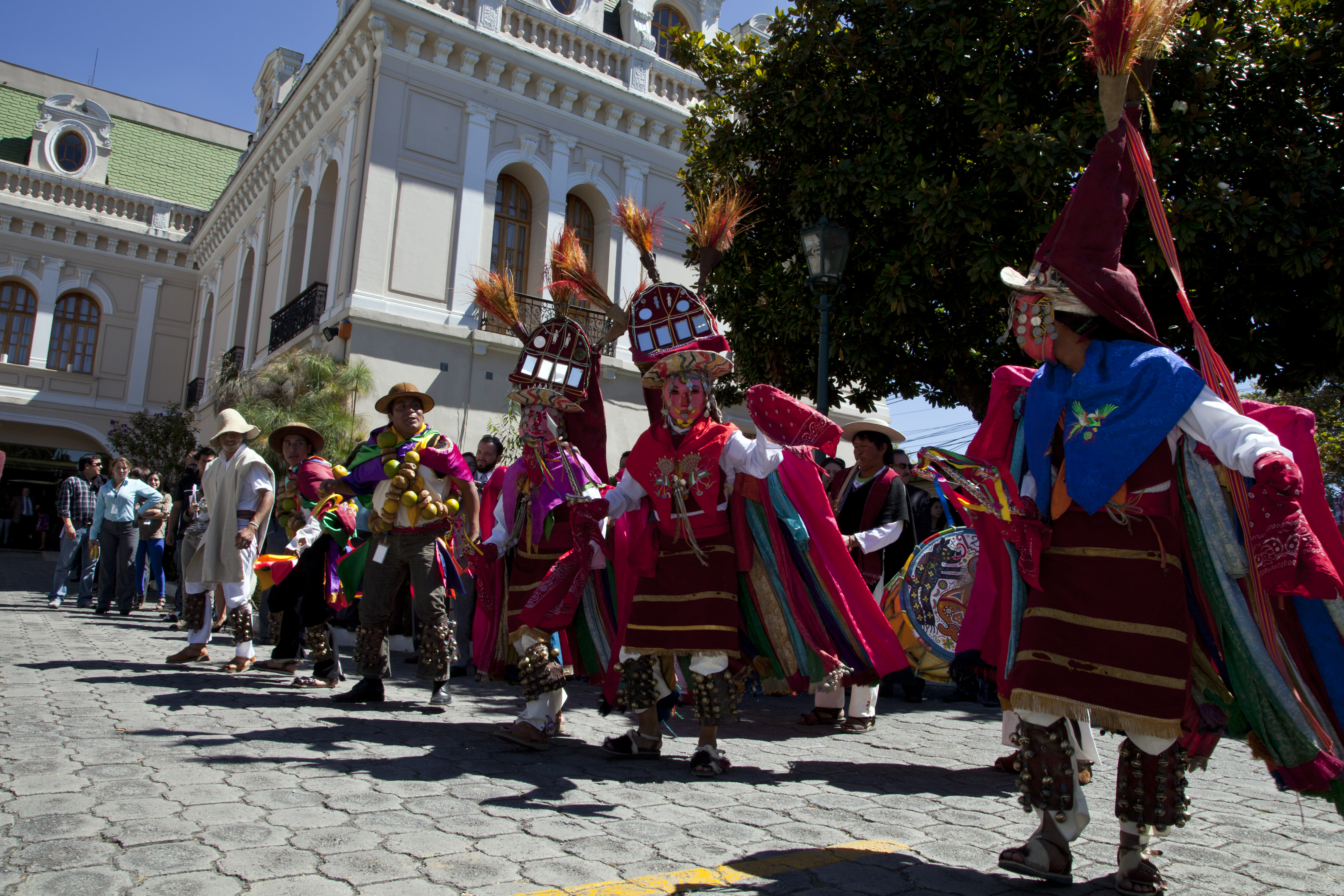
Inti Raymi. Foto: Fernanda LeMarie - Cancillería del Ecuador.

### Año nuevo andino-amazónico
En Bolivia, la celebración de Inti Raymi recibe el nombre de Año nuevo andino-amazónico. La celebración de esta fecha realiza desde la cosmovisión del pueblo aimara, esto debido a la influencia política del Gobierno de Evo Morales, pues esa celebración se llamaba año nuevo aimara y de poco se impuso hacia los quechua y a los pueblos de tierras bajas.

### Inti Raymi en Otavalo
Cada año desde el 21 hasta el 28 de junio, se celebra el Inti Raymi en Otavalo, Imbabura, Ecuador. La celebración inicia con el Solsticio de Verano que en Kichwa se conoce como Intiwatana.

### Inti Raymi en Cayambe
En la ciudad de Cayambe (Pichincha, Ecuador) se celebra el Inti Raymi con baños ceremoniales desde tiempos prehispánicos para poder establecer un mayor acercamiento con la Pachamama, "A las vísperas del Hatun Puncha o día grande, los hombres que encarnarán al místico Aya Huma acuden por la noche a las pakchas o lugares sagrados para dejar la vestimenta que utilizarán el día de la gran fiesta. “La idea es que el traje tome la energía durante la noche, y al día siguiente ésta sea transmitida al personaje para que danzará con pasión” dice Alfonso Andrade, danzante que encarna al místico personaje del Diablo Huma.